# Biloli
Biloli é uma cidade  no distrito de Nanded, no estado indiano de Maharashtra.

## Geografia
Biloli está localizada a 18° 46′ N, 77° 44′ L. Tem uma altitude média de 347 metros (1138 pés).

## Demografia
Segundo o censo de 2001, Biloli tinha uma população de 13,430 habitantes. Os indivíduos do sexo masculino constituem 52% da população e os do sexo feminino 48%. Biloli tem uma taxa de literacia de 57%, inferior à média nacional de 59.5%; a literacia no sexo masculino é de 65% e no sexo feminino é de 48%. 17% da população está abaixo dos 6 anos de idade.